# Інверсна заселеність
Інве́рсна засе́леність — стан фізичної квантово-механічної системи, в якому кількість частинок у збудженому стані перевищує кількість частинок в основному стані.

## Застосування
При інверсній заселеності створюються умови для підсилення вимушеного випромінювання — ефекту, який використовується в лазерах.
Інверсну заселеність створюють помпуванням енергією, наприклад, інтенсивним опромінюванням.

## Чим описується явище
Фізичні системи з інверсною заселеністю нерідко описують від'ємними абсолютними температурами.

## Природа явища та пов'язані величини
В умовах термодинамічної рівноваги, ймовірність того, що частинка матиме певну енергію, описується функцією розподілу. Залежно від типу статистики, яким підкоряються частинки, ці функції можуть бути різними, але вони мають спільну рису — ймовірність мати певну енергію зменшується із ростом енергії. Наприклад, для частинок, які задовольняють статистиці Больцмана, ймовірність заселення енергетичного рівня з енергією E пропорційна
{\displaystyle p\propto e^{-E/k_{B}T}},
де {\displaystyle k_{B}} — стала Больцмана, T — температура.
Відношення заселеності двох рівнів з енергіями {\displaystyle E_{1}} та {\displaystyle E_{2}} визначається формулою
{\displaystyle {\frac {n_{2}}{n_{1}}}=e^{-(E_{2}-E_{1})/k_{B}T}}.
При кімнатних температурах {\displaystyle k_{B}T\approx 0.026} еВ, і якщо взяти різницю {\displaystyle E_{2}-E_{1}\approx 2.6} еВ, що відповідає зелено-синьому світлу, то рівноважна ймовірність заселення збудженого рівня дорівнюватиме
{\displaystyle e^{-100}}, тобто надзвичайно малій величині.
Однак, для роботи лазера необхідно, щоб на своєму шляху фотон зустрічав більше збуджених атомів, ніж атомів в основному стані. При зустрічі з збудженим атомом, фотон може змусити атом випромінити ще один фотон, тоді як при зустрічі з атомом в основному стані, фотон може лише поглинутися. Таким чином, для створення лазера необхідно, щоб
{\displaystyle n_{2}>n_{1}}, тобто створити інверсну заселеність.
Такої умови можна добитися лише попередньо напомпувавши речовину лазера енергією.

## Створення інверсної заселеності
При інтенсивному опроміненні системи із двома основними квантовими рівнями інверсної заселеності досягнути неможливо. Таке опромінення приводить лише до встановлення рівноваги між поглинанням і випромінюванням.
Інверсну заселеність можна створити для часток із трьома рівнями, для яких проміжний рівень має набагато більший час життя, ніж верхній рівень. Збудження проводиться опромінюванням на частоті переходу на третій рівень. Після збудження стан частинки релаксує до проміжного рівня, віддаючи частину енергії. Оскільки час життя проміжного рівня великий, на ньому може запасатися енергія.